# Ritual Entertainment
Ritual Entertainment — компанія з розробки комп'ютерних ігор, заснована у серпні 1996 року і знаходилася в Далласі, штат Техас. Була раніше відома як Hipnotic Interactive, під час цього періоду вони розпочали розробку їхньої комп'ютерної гри названої SiN.
Члени команди Ritual зробили істотний внесок у розвиток таких ігор як 25 to Life та American McGee's Alice, а також є творцями Übertools для id Tech 3, який ліцензувався для багатьох інших ігор.
24 січня 2007 року розробник MumboJumbo оголосив про придбання Ritual Entertainment. Після цього придбання Ritual традиційно зосереджений і орієнтований на екшен гри переорієнтується на казуальні ігри, що по суті скасовує останній ряд ігор Ritual(а), у тому числі SiN Episodes після випуску лише одного епізоду із запланованих дев'яти.
Купівля пішла за чергою догляду кількох провідних співробітників протягом декількох місяців, включаючи генерального директора Стіва Нікса, який став директором комерційного розвитку в id Software[3] раніше віце-президент і співзасновник Том Mustaine, який поїхав, щоб стати директором розробки гри для конкурентного онлайн мультиплеєра FPS, Severity для Cyberathlete Professional League[4], проектувальник рівнів Джон Schuch, який прийняв пропозицію від 3D Realms, та менеджер перевірки якості Майкл Russell, який прийняв пропозицію від Meeting Professionals International. Через кілька місяців після придбання менеджер відносин спільноти Стів Hessel залишив компанію, щоб приєднатися до Splash Damage.
До оголошення 6 грудня 2006 Ritual оголосив про призначення Кена Гарварда новим директором компанії.